# Ser-aí
O Ser-aí ou o Ser-aí-no-mundo e Existência é a tradução portuguesa do termo alemão Dasein, muito usado no contexto filosófico como sinônimo para ser existente.

## Daseinno existencialismo
Dasein é o termo principal na filosofia existencialista de Martin Heidegger.
Na sua obra Ser e tempo, Heidegger se põe a questão filosófica do ser. Que é ser? Heidegger afirma que o ser humano é um "ente destacado": o ser humano é capaz de questionar o ser, possui uma compreensão do ser. Este ente é o homem, que Heidegger chama de ser-aí, o homem enquanto um ente que existe imediatamente no mundo.
Para investigar o ser-aí, enquanto possui sempre uma compreensão de ser, impõe-se uma analítica existencial, que tem como tarefa explorar a conexão das estruturas existenciais que definem a existência do ser-aí.